# 킹콩의 역습
킹콩의 역습(キングコングの逆襲: King Kong Strikes Again)은 미국에서 제작된 혼다 이시로 감독의 1967년 영화이다. 로즈 리즌 등이 주연으로 출연하였고 아더 랜킨 주니어 등이 제작에 참여하였다.

## 출연

### 주연
- 로즈 리즌
- 하마 미에

### 조연
- 린다 밀러
- 타카라다 아키라
- 아마모토 에이세이

## 제작진
- 미술: 키타 타케오